# Enyalios
Enyalios was een oude Griekse oorlogsgod die al zeer vroeg vereenzelvigd werd met Ares. Hij zou later gezien worden als een zoon van Ares en Enyo, en aldus als oorlogsgod aanbeden worden. Hij werd door de Grieken gebruikt om de Romeinse god Quirinus te kunnen plaatsen in de polytheïsche godenwereld van de Grieken.